# 足利市消防本部

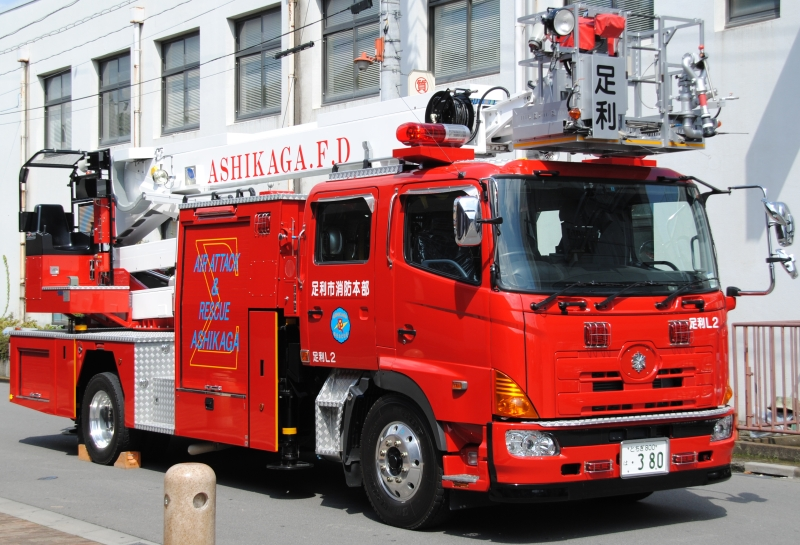
屈折はしご車

足利市消防本部（あしかがししょうぼうほんぶ）は、栃木県足利市の消防部局（消防本部）である。管轄区域は足利市全域。

## 概要
- 消防本部：栃木県足利市大正町863番地
- 管内面積：177.82km2
- 職員定数：180人
- 消防署2ヶ所、分署2ヶ所
- 主力機械（2020年4月1日）
  - 消防ポンプ自動車：5
  - 水槽付消防ポンプ自動車：2
  - 化学消防ポンプ自動車：3
  - 大型水槽車：1
  - 屈折梯子付消防自動車：1
  - 救助工作車：1
  - 指揮車：2
  - 本部車：1
  - 作業車：1
  - 資機材運搬車：1(総務省消防庁無償貸与)
  - 高規格救急自動車：6
  - 訓練指導車：1
  - 予防車：2
  - 広報車：7

## 沿革
出典：
- 1886年（明治19年）2月 足利町消防組が設置される。
- 1921年（大正10年）1月1日 足利郡足利町が市制施行。足利町消防組が足利市消防組と改称。
- 1949年（昭和24年）6月1日 足利市消防本部・足利市消防署が設置される。
- 1955年（昭和30年）12月15日 救急業務を開始する。
- 1959年（昭和34年）8月1日 富田分遣所が開設される。
- 1961年（昭和36年）7月10日 山辺分遣所が開設される。
- 1962年（昭和37年）10月1日 御厨分遣所及び坂西分遣所が開設される。
- 1972年（昭和47年）4月1日 南分署が開設される。
- 1975年（昭和50年）4月1日 坂西分遣所が西分署に昇格し開設される。
- 1994年（平成6年）12月6日 初の高規格救急車を消防署に配置する。
- 2001年（平成13年）4月1日 足利市河南消防署が開設される。足利市消防署は足利市中央消防署に改称する。
- 2005年（平成17年）4月1日 富田分遣所を廃止し、東分署が開設される。

2022年(令和4年)3月31日、河南消防署南分署が廃止される。

## 組織
- 本部 - 総務課、通信指令課、予防課
- 消防署

## 消防署
出典：
| 消防署           | 所在地                 | 分署   | 分署                   |
| ---------------- | ---------------------- | ------ | ---------------------- |
| 足利市中央消防署 | 足利市大正町863番地    | 東分署 | 足利市川崎町1324番地   |
| 足利市中央消防署 | 足利市大正町863番地    | 西分署 | 足利市葉鹿町648番地の1 |
| 足利市河南消防署 | 足利市堀込町190番地の1 |        |                        |